# ドリス・ブラックバーン

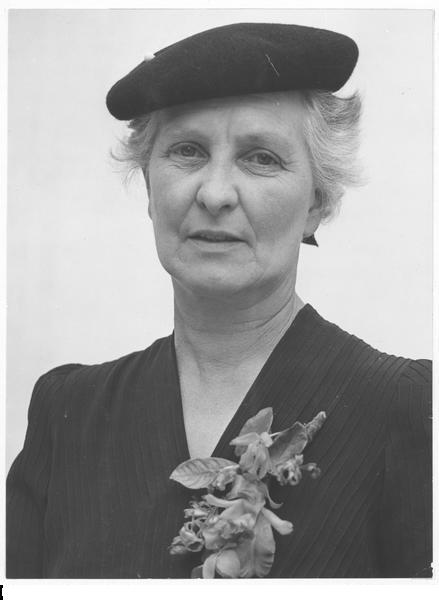
ドリス・ブラックバーン

ドリス・アメリア・ブラックバーン（Doris Amelia Blackburn、旧姓ホーダーン（Hordern）; 1889年9月18日 - 1970年12月12日）は、オーストラリアの社会改革者、及び政治家である。

## 人物
メルボルンに生まれ、1946年から1949年まで衆議院で勤務しており、女性政治家としてはイーニッド・ライアンズの後2人目となる。ブラックバーンは、著名な社会主義者であり、もともと労働党の党員だった。彼女は1914年に同党の議員だったモーリス・ブラックバーンと結婚したが、1937年に夫が党から追放されると彼女も夫との結束を示し離党する。1944年に夫が死去した後、ドリス・ブラックバーンは1946年の連邦選挙で当選を果たし、夫の以前の議席を占めることになる。無所属で衆議院に当選した初の女性政治家となる。しかし、彼女は任期を一つ満了した後、落選する。その後、彼女は婦人国際平和自由連盟の理事長を務めることとなる。

## 生い立ち
ビクトリア州、メルボルン、ホーソンに、不動産業者のレビウス・ホーダーンとその妻のルイザ・ドゥーソン（旧制：スミス）の間に生まれたドリス・ホーダーンは、若い頃から女性の権利と平和問題に携わり、ヴィーダ・ゴールドスタイン（オーストラリアで連邦議会の選挙に立候補した初の女性）の選挙運動における秘書として働いた。1914年12月10日、彼女は社会主義扇動者仲間であったモーリス・ブラックバーンと結婚し、ハネムーンを反戦運動のおよび反徴兵運動を組織して過ごした。

## 政治
夫が異なる時期にビクトリア州議会とオーストラリア連邦議会でオーストラリア労働党（ALP）の議員として勤務する間、ドリス・ブラックバーンは継続して社会問題に取り組み続けたが、彼女が所属していたオーストラリア労働党と対立することもあり、夫であるモーリスが1937年に党から除名されると彼女も後を追って離党した。モーリスは無所属として議会の議席を占め続けたが、1943年の連邦選挙で落選し労働党公認の候補に議席を奪われ、次の年に死去した。